# Гліниця (Вроцлавський повіт)
Гліниця (пол. Glinica) — село в Польщі, у гміні Йорданув-Шльонський Вроцлавського повіту Нижньосілезького воєводства.
Населення — 189 осіб (2011).
У 1975-1998 роках село належало до Вроцлавського воєводства.

## Демографія
Демографічна структура станом на 31 березня 2011 року:
|          | Загалом | Допрацездатний вік | Працездатний вік | Постпрацездатний вік |
| -------- | ------- | ------------------ | ---------------- | -------------------- |
| Чоловіки | 99      | 23                 | 71               | 5                    |
| Жінки    | 90      | 10                 | 57               | 23                   |
| Разом    | 189     | 33                 | 128              | 28                   |